# (36339) 2000 NF10
2000 NF10 (asteroide 36339) é um asteroide da cintura principal. Possui uma excentricidade de 0.12758860 e uma inclinação de 1.09277º.
Este asteroide foi descoberto no dia 7 de julho de 2000 por Peter Kušnirák em Ondřejov.